# Hukanie
Hukanie, hukać się – jeden z zewnętrznych objawów rui u lochy polega na specjalnego rodzaju chrząkaniu, o innym niż zwykle zmienionym dźwięku. W okresie rui locha jest bardziej niespokojna, traci apetyt, pohukuje, obserwowane jest obrzmienie sromu. 
W gwarze myśliwskiej taki sposób okazywania popędu płciowego obserwowany u dzików nazywany jest huczką.